# Elmar Schnee
Elmar J. Schnee (* 1959) ist ein Schweizer Manager.

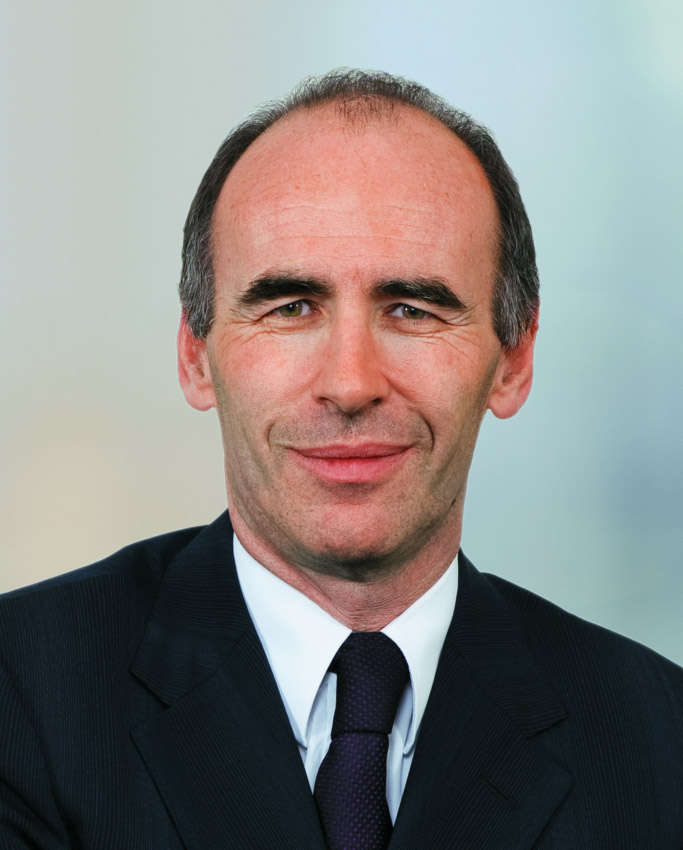
Elmar Schnee (2008)

## Karriere
Nach der Schule wurde Schnee am Schweizerischen Institut für Betriebsökonomie in Zürich zum Marketingleiter ausgebildet. 1980 arbeitete er zunächst in einer Schweizer Werbeagentur und nahm danach verschiedene Funktionen in Marketing und Vertrieb im Bereich der Konsumgüterindustrie wahr. 1988 wurde er Marketing & Sales Director der Schweizer Niederlassung von Fisons Pharmaceuticals. Vier Jahre später wurde er am englischen Hauptquartier des Unternehmens Leiter des weltweiten Marketings für ZNS und kardiovaskuläre Produkte. 1996 wechselte Schnee zum US-Unternehmen Migliara/Kapan Associates, wo er Vice President für Consulting wurde. Bereits ein Jahr später wurde er bei Sanofi-Synthélabo Director der Geschäftseinheit Thrombose. 1999 wechselte Schnee zu UCB Pharma nach Brüssel. Dort war er zunächst Group Director für das weltweite Marketing, Lizenzierung und Strategie; danach Managing Director der UCB Farchim S.A. in der Schweiz. Im Mai 2003 kam er als Direktor zur Merck-Tochtergesellschaft Merck Santé S.A.S nach Lyon in Frankreich. Im Januar 2004 übernahm er zusätzlich eine weltweite operative Verantwortung für die Sparte Ethicals (verschreibungspflichtige Originalpräparate). 2005 wurde er zum Leiter der Sparte Ethicals ernannt.  Am 22. November 2005 wurde Schnee Leiter des Unternehmensbereiches Pharma der Merck KGaA, 2006 ordentliches Mitglied der Geschäftsleitung der Merck KGaA und persönlich haftender Gesellschafter. Im Januar 2007 wurde er CEO von Merck Serono, einem Tochterunternehmen der Merck KGaA.
Am 13. Dezember 2010 gab die Merck KGaA bekannt, dass Schnee das Unternehmen am 31. Dezember 2010 „aus persönlichen Gründen“ verlässt. Zu seinem Nachfolger wurde Stefan Oschmann, zuvor bei MSD Sharp & Dohme tätig, ernannt. Schnee stand wegen Rückschlägen im Unternehmensbereich Pharma in der Kritik. Insbesondere die von der FDA und der Europäischen Arzneimittelagentur abgewiesene Zulassung von Cladribin wurde ihm angelastet.
Schnee ist Mitglied im Aufsichtsrat der australischen Firma ChemGenex Pharmaceuticals Ltd.